# Attentati dell'HaSharon del 2005
Gli attentati dell'HaSharon del 2005 furono due attacchi terroristici suicidi palestinesi avvenuti il 12 luglio e il 5 dicembre 2005 al centro commerciale HaSharon, a Netanya, in Israele. Gli attentati provocarono la morte di 5 civili israeliani e un attentatore suicida ciascuno e furono entrambi rivendicati dalla Jihad Islamica Palestinese.

## Gli attentati

### Primo attentato
Nel tardo pomeriggio del 12 luglio 2005 un attentatore suicida palestinese si avvicinò al popolare centro commerciale HaSharon nel centro della città costiera di Netanya. L'attentatore suicida indossava esplosivo nascosto sotto i vestiti e si fece esplodere intorno alle 18:35 locali su un passaggio pedonale, dopo essersi avvicinato a un gruppo di 4 giovani donne che stavano attraversando la strada.
Nell'attacco morirono 3 donne. Un caporale delle IDF e un'altra donna morirono in seguito per le ferite riportate. Inoltre, circa 90 persone rimasero ferite nell'attentato, di cui 5 in modo grave. L'esplosione, avvenuta in un incrocio trafficato all'ora di punta serale, causò anche danni a molte delle automobili vicine e ad alcune finestre del centro commerciale.
Dopo l'attacco, la polizia locale dichiarò che l'attentatore suicida trasportava circa 10 kg di esplosivo, oltre a chiodi e pallini di metallo, su una cintura esplosiva legata al suo corpo. Il sindaco di Netanya, Miriam Fierberg, era presente sulla scena dell'attacco e subito iniziò ad assistere i feriti.

#### Vittime
- Rachel Ben Abu, 16 anni, di Tel Aviv;[7]
- Nofar Horowitz, 16 anni, di Tel Aviv;[8]
- Julia Voloshin, 31 anni, di Netanya;[9]
- Anya Lifshitz, 50 anni, di Netanya;[10]
- Caporale Moshe Maor Jan, 21 anni, di Tel Aviv.[11]

### Secondo attentato
Il 5 dicembre 2005, intorno alle 11:30 locali, un attentatore suicida palestinese si avvicinò all'ingresso dell'HaSharon di Netanya; fece esplodere esplosivi nascosti sotto i suoi vestiti quando si avvicinò alle guardie all'ingresso per l'ispezione di sicurezza. Nell'attacco morirono 5 persone e più di 40 rimasero ferite.
La Jihad islamica palestinese rivendicò la responsabilità e identificò l'aggressore come Lotfi Abu Saada, del villaggio di Illar, nel nord della Cisgiordania. In risposta, Israele uccise due militanti di alto rango in un attacco aereo a Gaza.

#### Vittime
- Daniel Golani, 45 anni, di Nahariya;[12]
- Alexandra Garmitzky, 65 anni, di Netanya;[13]
- Haim Amram, 26 anni, di Netanya;[14]
- Keinan Tsuami, 20 anni, di Petah Tiqwa;[15]
- Elia Rosen, 38 anni, di Bat Hefer.[16]